# Grand Prix Kanady 2013

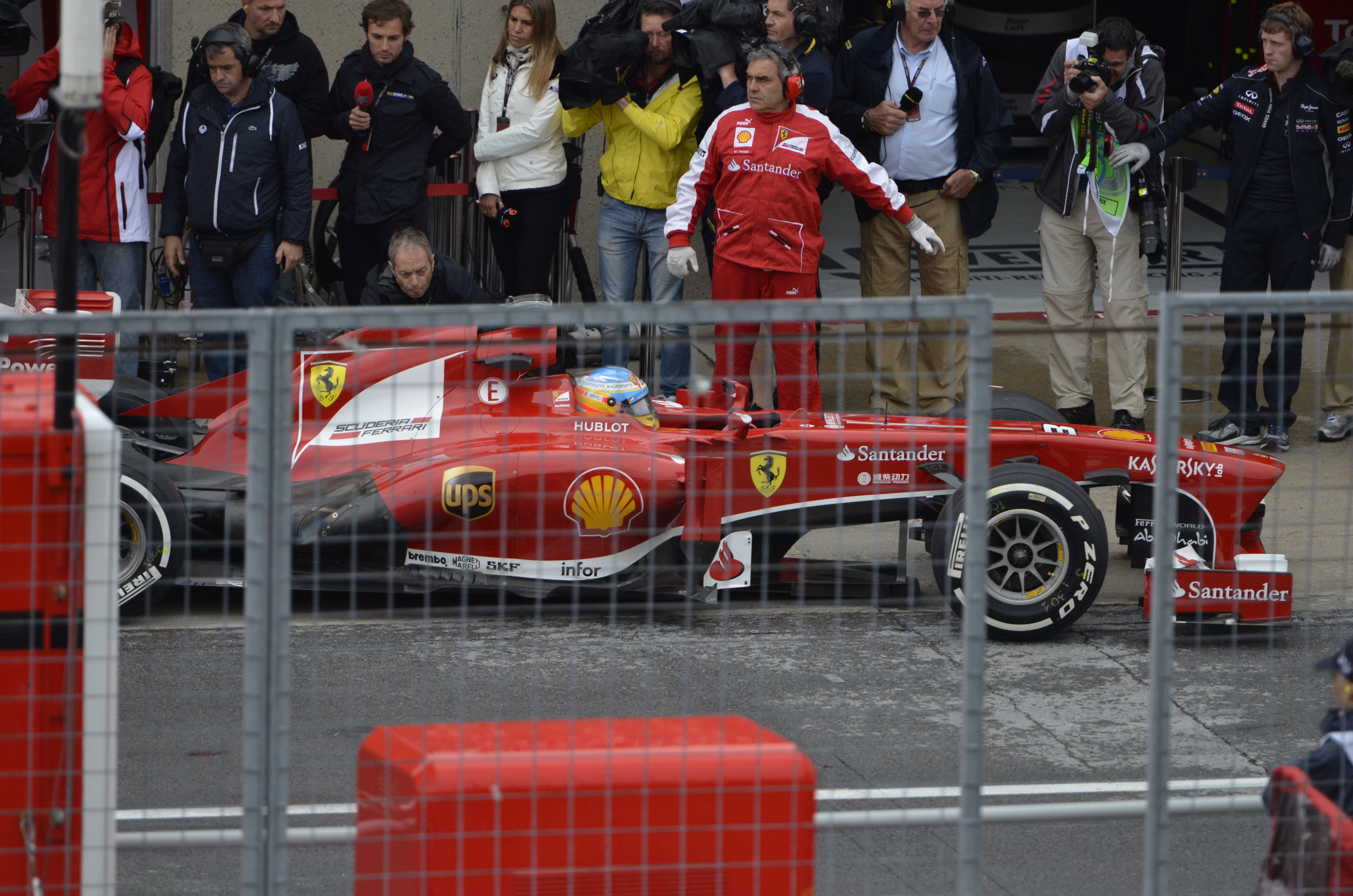
Pit stop Fernando Alonso podczas Grand Prix Kanady 2013

Grand Prix Kanady 2013 (oficjalnie Formula 1 Grand Prix du Canada 2013) – siódma runda Mistrzostw Świata Formuły 1 w sezonie 2013.

## Lista startowa
Na niebieskim tle kierowcy biorący udział jedynie w piątkowych treningach
| Nr | Kierowca            | Zespół                        | Samochód          | Silnik               | Opony |
| -- | ------------------- | ----------------------------- | ----------------- | -------------------- | ----- |
| 1  | Sebastian Vettel    | Infiniti Red Bull Racing      | Red Bull RB9      | Renault RS27-2013    | P     |
| 2  | Mark Webber         | Infiniti Red Bull Racing      | Red Bull RB9      | Renault RS27-2013    | P     |
| 3  | Fernando Alonso     | Scuderia Ferrari              | Ferrari F138      | Ferrari 056          | P     |
| 4  | Felipe Massa        | Scuderia Ferrari              | Ferrari F138      | Ferrari 056          | P     |
| 5  | Jenson Button       | Vodafone McLaren Mercedes     | McLaren MP4-28    | Mercedes-Benz FO108F | P     |
| 6  | Sergio Pérez        | Vodafone McLaren Mercedes     | McLaren MP4-28    | Mercedes-Benz FO108F | P     |
| 7  | Kimi Räikkönen      | Lotus F1 Team                 | Lotus E21         | Renault RS27-2013    | P     |
| 8  | Romain Grosjean     | Lotus F1 Team                 | Lotus E21         | Renault RS27-2013    | P     |
| 9  | Nico Rosberg        | Mercedes AMG Petronas F1 Team | Mercedes F1 W04   | Mercedes-Benz FO108F | P     |
| 10 | Lewis Hamilton      | Mercedes AMG Petronas F1 Team | Mercedes F1 W04   | Mercedes-Benz FO108F | P     |
| 11 | Nico Hülkenberg     | Sauber F1 Team                | Sauber C32        | Ferrari 056          | P     |
| 12 | Esteban Gutiérrez   | Sauber F1 Team                | Sauber C32        | Ferrari 056          | P     |
| 14 | Paul di Resta       | Sahara Force India F1 Team    | Force India VJM06 | Mercedes-Benz FO108F | P     |
| 15 | Adrian Sutil        | Sahara Force India F1 Team    | Force India VJM06 | Mercedes-Benz FO108F | P     |
| 16 | Pastor Maldonado    | Williams F1 Team              | Williams FW35     | Renault RS27-2013    | P     |
| 17 | Valtteri Bottas     | Williams F1 Team              | Williams FW35     | Renault RS27-2013    | P     |
| 18 | Jean-Éric Vergne    | Scuderia Toro Rosso           | Toro Rosso STR8   | Ferrari 056          | P     |
| 19 | Daniel Ricciardo    | Scuderia Toro Rosso           | Toro Rosso STR8   | Ferrari 056          | P     |
| 20 | Charles Pic         | Caterham F1 Team              | Caterham CT03     | Renault RS27-2013    | P     |
| 20 | Alexander Rossi     | Caterham F1 Team              | Caterham CT03     | Renault RS27-2013    | P     |
| 21 | Giedo van der Garde | Caterham F1 Team              | Caterham CT03     | Renault RS27-2013    | P     |
| 22 | Jules Bianchi       | Marussia F1 Team              | Marussia MR02     | Cosworth CA2013      | P     |
| 23 | Max Chilton         | Marussia F1 Team              | Marussia MR02     | Cosworth CA2013      | P     |
| Nr | Kierowca            | Zespół                        | Samochód          | Silnik               | Opony |

## Wyniki

### Sesje treningowe
Źródło: Wyprzedź Mnie!
| Sesja | Nr | Kierowca        | Konstruktor | Czas     | Okr. |
| ----- | -- | --------------- | ----------- | -------- | ---- |
| 1     | 14 | Paul di Resta   | Force India | 1:21,020 | 10   |
| 2     | 3  | Fernando Alonso | Ferrari     | 1:14,818 | 48   |
| 3     | 2  | Mark Webber     | Red Bull    | 1:17,895 | 7    |

### Kwalifikacje
Źródło: Wyprzedź Mnie!
| Poz. | Nr | Kierowca            | Konstruktor          | Q1       | Q2       | Q3       | Poz. s. |
| ---- | -- | ------------------- | -------------------- | -------- | -------- | -------- | ------- |
| 1    | 1  | Sebastian Vettel    | Red Bull-Renault     | 1:22,318 | 1:28,166 | 1:25,425 | 1       |
| 2    | 10 | Lewis Hamilton      | Mercedes             | 1:23,801 | 1:27,649 | 1:25,512 | 2       |
| 3    | 17 | Valtteri Bottas     | Williams-Renault     | 1:23,446 | 1:28,419 | 1:25,897 | 3       |
| 4    | 9  | Nico Rosberg        | Mercedes             | 1:23,840 | 1:28,420 | 1:26,008 | 4       |
| 5    | 2  | Mark Webber         | Red Bull-Renault     | 1:23,247 | 1:28,145 | 1:26,208 | 5       |
| 6    | 3  | Fernando Alonso     | Ferrari              | 1:23,224 | 1:28,788 | 1:26,504 | 6       |
| 7    | 18 | Jean-Éric Vergne    | Toro Rosso-Ferrari   | 1:24,159 | 1:28,527 | 1:26,543 | 7       |
| 8    | 15 | Adrian Sutil        | Force India-Mercedes | 1:24,551 | 1:28,799 | 1:27,348 | 8       |
| 9    | 7  | Kimi Räikkönen      | Lotus E21-Renault    | 1:24,451 | 1:28,667 | 1:27,432 | 10      |
| 10   | 19 | Daniel Ricciardo    | Toro Rosso-Ferrari   | 1:24,770 | 1:29,359 | 1:27,946 | 11      |
| 11   | 11 | Nico Hülkenberg     | Sauber-Ferrari       | 1:23,899 | 1:29,435 | –        | 9       |
| 12   | 6  | Sergio Pérez        | Toro Rosso-Ferrari   | 1:24,176 | 1:29,761 | –        | 12      |
| 13   | 16 | Pastor Maldonado    | Williams-Renault     | 1:24,776 | 1:29,917 | –        | 13      |
| 14   | 5  | Jenson Button       | McLaren-Mercedes     | 1:24,021 | 1:30,068 | –        | 14      |
| 15   | 12 | Esteban Gutiérrez   | Sauber-Ferrari       | 1:24,408 | 1:30,315 | –        | 15      |
| 16   | 4  | Felipe Massa        | Ferrari              | 1:23,735 | 1:30,354 | –        | 16      |
| 17   | 14 | Paul di Resta       | Force India-Mercedes | 1:24,908 | –        | –        | 17      |
| 18   | 8  | Romain Grosjean     | Lotus-Renault        | 1:25,716 | –        | –        | 22      |
| 19   | 20 | Charles Pic         | Caterham-Renault     | 1:25,625 | –        | –        | 18      |
| 20   | 22 | Jules Bianchi       | Marussia-Cosworth    | 1:26,508 | –        | –        | 19      |
| 21   | 23 | Max Chilton         | Marussia-Cosworth    | 1:27,062 | –        | –        | 20      |
| 22   | 21 | Giedo van der Garde | Caterham-Renault     | 1:27,110 | –        | –        | 21      |

### Wyścig
Źródło: Wyprzedź Mnie!
| P                 | + / –     | Nr | Kierowca            | Konstruktor          | Okr. | Czas / Strata         | Komentarz       |
| ----------------- | --------- | -- | ------------------- | -------------------- | ---- | --------------------- | --------------- |
| 1                 | Bez zmian | 1  | Sebastian Vettel    | Red Bull-Renault     | 70   | 1h32m09,143           |                 |
| 2                 | 4         | 3  | Fernando Alonso     | Ferrari              | 70   | +0:14,408             |                 |
| 3                 | 1         | 10 | Lewis Hamilton      | Mercedes             | 70   | +0:15,942             |                 |
| 4                 | 1         | 2  | Mark Webber         | Red Bull-Renault     | 70   | +0:25,731             |                 |
| 5                 | 1         | 9  | Nico Rosberg        | Mercedes             | 70   | +1:09,725             |                 |
| 6                 | 1         | 18 | Jean-Éric Vergne    | Toro Rosso-Ferrari   | 69   | +1 okr.               |                 |
| 7                 | 10        | 14 | Paul di Resta       | Force India-Mercedes | 69   | +1 okr.               |                 |
| 8                 | 8         | 4  | Felipe Massa        | Ferrari              | 69   | +1 okr.               |                 |
| 9                 | 1         | 7  | Kimi Räikkönen      | Lotus-Renault        | 69   | +1 okr.               |                 |
| 10                | 2         | 15 | Adrian Sutil        | Force India-Mercedes | 69   | +1 okr.               |                 |
| 11                | 1         | 6  | Sergio Pérez        | McLaren-Mercedes     | 69   | +1 okr.               |                 |
| 12                | 2         | 5  | Jenson Button       | McLaren-Mercedes     | 69   | +1 okr.               |                 |
| 13                | 9         | 8  | Romain Grosjean     | Lotus-Renault        | 69   | +1 okr.               |                 |
| 14                | 11        | 17 | Valtteri Bottas     | Williams-Renault     | 69   | +1 okr.               |                 |
| 15                | 4         | 19 | Daniel Ricciardo    | Toro Rosso-Ferrari   | 68   | +2 okr.               |                 |
| 16                | 3         | 16 | Pastor Maldonado    | Williams-Renault     | 68   | +2 okr.               | [ a ]           |
| 17                | 2         | 22 | Jules Bianchi       | Marussia-Cosworth    | 68   | +2 okr.               |                 |
| 18                | Bez zmian | 20 | Charles Pic         | Caterham-Renault     | 67   | +3 okr.               |                 |
| 19                | 1         | 23 | Max Chilton         | Marussia-Cosworth    | 67   | +3 okr.               |                 |
| 20                | 5         | 12 | Esteban Gutiérrez   | Sauber-Ferrari       | 63   | +7 okr.               | wypadek         |
| Niesklasyfikowani |           |    |                     |                      |      |                       |                 |
|                   |           | 11 | Nico Hülkenberg     | Sauber-Ferrari       | 45   | uszkodzenia z kolizji | z van der Garde |
|                   |           | 21 | Giedo van der Garde | Caterham-Renault     | 43   | uszkodzenia z kolizji | z Hülkenbergiem |
| P                 | + / –     | Nr | Kierowca            | Konstruktor          | Okr. | Czas / Strata         | Komentarz       |

### Najszybsze okrążenie
Źródło: Wyprzedź Mnie!
| Nr | Kierowca    | Konstruktor      | Czas     | Okr. |
| -- | ----------- | ---------------- | -------- | ---- |
| 2  | Mark Webber | Red Bull-Renault | 1:16,182 | 69   |

## Prowadzenie w wyścigu
| Nr                              | Kierowca         | Okrążenia   | Suma |
| ------------------------------- | ---------------- | ----------- | ---- |
| 1                               | Sebastian Vettel | 1-15, 18-70 | 67   |
| 10                              | Lewis Hamilton   | 15-18       | 3    |
| \| Wykres \| \| ------ \| \| \| |                  |             |      |
| Wykres                          |                  |             |      |
|                                 |                  |             |      |

## Klasyfikacja po wyścigu

### Kierowcy
| P  | +/− | Kierowca            | Starty | Punkty | P1 | P2 | P3 | PP | NO | NS |
| -- | --- | ------------------- | ------ | ------ | -- | -- | -- | -- | -- | -- |
| 1  | 0   | Sebastian Vettel    | 7      | 132    | 3  | 1  | 1  | 3  | 3  | –  |
| 2  | +1  | Fernando Alonso     | 7      | 96     | 2  | 2  | –  | –  | –  | 1  |
| 3  | −1  | Kimi Räikkönen      | 7      | 88     | 1  | 3  | –  | –  | 1  | –  |
| 4  | 0   | Lewis Hamilton      | 7      | 77     | –  | –  | 3  | 1  | –  | –  |
| 5  | 0   | Mark Webber         | 7      | 69     | –  | 1  | 1  | –  | 1  | 1  |
| 6  | 0   | Nico Rosberg        | 7      | 57     | 1  | –  | –  | 3  | –  | 2  |
| 7  | 0   | Felipe Massa        | 7      | 49     | –  | –  | 1  | –  | –  | 1  |
| 8  | 0   | Paul di Resta       | 7      | 34     | –  | –  | –  | –  | –  | 1  |
| 9  | 0   | Romain Grosjean     | 7      | 26     | –  | –  | 1  | –  | –  | 2  |
| 10 | 0   | Jenson Button       | 7      | 25     | –  | –  | –  | –  | –  | –  |
| 11 | 0   | Adrian Sutil        | 7      | 17     | –  | –  | –  | –  | –  | 2  |
| 12 | +3  | Jean-Éric Vergne    | 7      | 13     | –  | –  | –  | –  | –  | 2  |
| 13 | −1  | Sergio Pérez        | 7      | 12     | –  | –  | –  | –  | 1  | –  |
| 14 | −1  | Daniel Ricciardo    | 7      | 7      | –  | –  | –  | –  | –  | 2  |
| 15 | −1  | Nico Hülkenberg     | 6      | 5      | –  | –  | –  | –  | –  | 1  |
| 16 | 0   | Esteban Gutiérrez   | 7      | 0      | –  | –  | –  | –  | 1  | 1  |
| 17 | 0   | Valtteri Bottas     | 7      | 0      | –  | –  | –  | –  | –  | –  |
| 18 | 0   | Pastor Maldonado    | 7      | 0      | –  | –  | –  | –  | –  | 3  |
| 19 | 0   | Jules Bianchi       | 7      | 0      | –  | –  | –  | –  | –  | 1  |
| 20 | 0   | Charles Pic         | 7      | 0      | –  | –  | –  | –  | –  | 1  |
| 21 | 0   | Max Chilton         | 7      | 0      | –  | –  | –  | –  | –  | –  |
| 22 | 0   | Giedo van der Garde | 7      | 0      | –  | –  | –  | –  | –  | 2  |
| P  | +/− | Kierowca            | Starty | Punkty | P1 | P2 | P3 | PP | NO | NS |

### Konstruktorzy
| P  | +/− | Konstruktor          | Starty | Punkty | P1 | P2 | P3 | PP | NO | NS |
| -- | --- | -------------------- | ------ | ------ | -- | -- | -- | -- | -- | -- |
| 1  | 0   | Red Bull-Renault     | 14     | 201    | 3  | 2  | 2  | 3  | 4  | 1  |
| 2  | 0   | Ferrari              | 14     | 145    | 2  | 2  | 1  | –  | –  | 2  |
| 3  | +1  | Mercedes             | 14     | 134    | 1  | –  | 3  | 4  | –  | 1  |
| 4  | −1  | Lotus-Renault        | 14     | 114    | 1  | 3  | 1  | –  | 1  | 2  |
| 5  | 0   | Force India-Mercedes | 14     | 51     | –  | –  | –  | –  | –  | 3  |
| 6  | 0   | McLaren-Mercedes     | 14     | 37     | –  | –  | –  | –  | 1  | –  |
| 7  | 0   | Toro Rosso-Ferrari   | 14     | 20     | –  | –  | –  | –  | –  | 4  |
| 8  | 0   | Sauber-Ferrari       | 13     | 5      | –  | –  | –  | –  | 1  | 2  |
| 9  | 0   | Williams-Renault     | 14     | 0      | –  | –  | –  | –  | –  | 3  |
| 10 | 0   | Marussia-Cosworth    | 14     | 0      | –  | –  | –  | –  | –  | 1  |
| 11 | 0   | Caterham-Renault     | 14     | 0      | –  | –  | –  | –  | –  | 3  |
| P  | +/− | Konstruktor          | Starty | Punkty | P1 | P2 | P3 | PP | NO | NS |